# João Luís Ferreira de Melo
João Luís Ferreira de Melo (São José, 9 de julho de 1842 — São José, 2 de julho de 1912) foi um político brasileiro.
Filho de Luís Ferreira do Nascimento Melo e Ana Cândida Vieira da Rosa. Casou com Júlia Rachel da Rosa.
Foi deputado à Assembleia Legislativa Provincial de Santa Catarina na 27ª legislatura (1888 — 1889).
Foi deputado por Santa Catarina na 4ª legislatura (1901 — 1903) e na 5ª legislatura (1904 — 1906).
Foi coronel da Guarda Nacional.